# La Noche De Anoche
«La Noche De Anoche» (с исп. — «Прошлой ночью») — песня, записанная пуэрто-риканским рэпером Bad Bunny (Бенито Антонио Мартинес Окасио) при участии испанской певицы Розалии (Rosalia Vila Tobella). Лейбл Rimas Entertainment выпустили песню 14 февраля 2021 года в качестве четвёртого сингла с его альбома El Último Tour Del Mundo (2020). Розалия, Benito Martínez Ocasio, Chris Jeday, Marco Masís написали текст песни в соавторстве, а Chris Jeday, Gaby Music и Tainy продюсировали её.

## История
Впервые исполнители встретились на Фестивале музыки и искусств в долине Коачелла в апреле 2019 года, где они сделали несколько снимков, которые позже будут использованы для продвижения сингла. Пару дней спустя Bad Bunny отправился на концерт Розалии в Mayan Theater в Лос-Анджелес, что привело к появлению множества слухов о будущем музыкальном сотрудничестве и возможном романе, которые позже были опровергнуты. В июле 2020 года, когда ограничения на поездки, вызванные пандемией COVID-19, начали сниматься, Розалия отправилась в Сан-Хуан, чтобы работать над своим новым студийным альбомом. Там она работала с пуэрто-риканскими музыкантами Tainy (Marco Masís), Chris Jeday, Gaby Music и Тего Кальдероном среди других. Позже Bad Bunny сказал в интервью журналу Billboard, что они и Розалия давно хотели работать вместе, но нужная песня или момент не подошли, а в Пуэрто-Рико Jeday отправил ему ритмическую основу, над которой он работал с испанской певицей, и «Я подумал, что это круто, но я оставил это на некоторое время. Через пару дней я не мог перестать петь эту песню. Поэтому я сказал Крису, что я сделаю набросок и посмотрю, что из этого выйдет».
«La Noche de Anoche» это среднетемповый реггетон с элементами поп-музыки.
«La Noche de Anoche» имела большой успех на стриминговых платформах. Коллаборация достигла огромного коммерческого успеха, дебютировав под номером два в глобальном чарте Spotify с 6,63 миллионами потоков за один день, что стало самым большим дебютом песни, полностью исполненной на испанском языке, в истории. Он также стал девятым лучшим дебютом на платформе в 2020 году и вторым по величине дебютом на Spotify Spain в истории музыки.

## Чарты
| Чарт (2020-21)                            | Высшая позиция |
| ----------------------------------------- | -------------- |
| Аргентина (Argentina Hot 100)             | 3              |
| Боливия (Monitor Latino)                  | 8              |
| Колумбия (Monitor Latino)                 | 7              |
| Доминиканская Республика (Monitor Latino) | 1              |
| Мир (Billboard Global 200)                | 7              |
| Мексика (AMPROFON)                        | 5              |
| Пуэрто-Рико (Monitor Latino)              | 1              |
| Швейцария (Schweizer Hitparade)           | 41             |
| Испания (PROMUSICAE)                      | 1              |
| США (Billboard Hot 100)                   | 53             |
| США (Billboard Hot Latin Songs)           | 2              |
| США (Billboard Latin Airplay)             | 1              |
| США (Billboard Latin Rhythm Airplay)      | 1              |

## Сертификации
| Регион                                                                      | Сертификация  | Продажи |
| --------------------------------------------------------------------------- | ------------- | ------- |
| Италия (FIMI)                                                               | Золотой       | 35 000  |
| Португалия (AFP)                                                            | Золотой       | 5000    |
| Испания (PROMUSICAE)                                                        | 5× Платиновый | 200 000 |
| Данные о продажах + прослушиваниях приведены только на основе сертификации. |               |         |

## История релиза
| Регион | Дата            | Формат                     | Лейбл | Ссылка |
| ------ | --------------- | -------------------------- | ----- | ------ |
| Мир    | 27 ноября 2020  | Цифровые загрузки стриминг | Rimas | [ 24 ] |
| США    | 14 февраля 2021 | Contemporary hit radio     | Rimas | [ 25 ] |